# Comtat de Chinchón
El comtat de Chinchón és un títol nobiliari jurisdiccional concedit a Castella el 1520 a Fernando de Cabrera y de Bobadilla, senyor de Chinchón, destacat capità de la guerra dels comuners.
El seu fill i segon comte, Pedro Fernández de Cabrera-Bobadilla y de la Cueva, fou nomenat tresorer general del Consell d'Aragó per Felip II de Castella, càrrec que es mantingué diverses generacions en mans als comtes de Chinchón. El quart comte, Luis-Jerónimo Fernández de Cabrera-Bobadilla y Pacheco, a més de tresorer general del Consell d'Aragó, fou virrei del Perú. L'any 1665 el títol passà als Savelli i als Sforza-Cesarini, que el vengueren l'any 1738 a l'infant Felip, fill de Felip V. Aquest el vengué l'any 1761 al seu germà, l'infant Lluís, de qui passà al seu fill, el cardenal Luis María de Borbón y Vallabriga, i a llurs successors, els Godoy i els Rúspoli.

## Comtes de Chinchón
|                       | Titular                                                    | Període              |
| Creació per Carles I  | Creació per Carles I                                       | Creació per Carles I |
| --------------------- | ---------------------------------------------------------- | -------------------- |
| I                     | Fernando de Cabrera y Bobadilla                            | 1520-1521            |
| II                    | Pedro de Cabrera y la Cueva                                | 1521-1575            |
| III                   | Diego Fernández de Cabrera y Mendoza                       | 1575-?               |
| IV                    | Luis Jerónimo de Cabrera y Pacheco                         | ?-1647               |
| V                     | Francisco Fausto Fernández de Cabrera y Enríquez de Rivera | 1647-1665            |
| VI                    | Inés de Castro y Cabrera                                   | 1665-1665            |
| VII                   | Francisca de Cárdenas y Castro                             | 1665-1669            |
| VIII                  | Francisca de Castro y Cabrera                              | 1669-1683            |
| IX                    | Giulio Savelli-Peretti                                     | 1683-1712            |
| X                     | Gian Giorgio Sforza-Cesarini                               | 1712-1729            |
| XI                    | Sforza Giuseppe Sforza-Cesarini                            | 1729-1738            |
| Alienació amb Felip V |                                                            |                      |
| XII                   | Felip de Borbó i Farnese                                   | 1738-1761            |
| Alienació amb Felip V |                                                            |                      |
| XIII                  | Lluís de Borbó i Farnese                                   | 1761-1785            |
| XIV                   | Luis María de Borbón y Vallabriga                          | 1794-1803            |
| XV                    | María Teresa de Borbón y Vallabriga                        | 1803-1828            |
| XVI                   | Carlota Luisa Manuela de Godoy y Borbón                    | 1828-1886            |
| XVII                  | Carlos Luis Rúspoli y Álvarez de Toledo                    | 1886-1936            |
| XVIII                 | Camilo Carlos Adolfo Rúspoli y Caro                        | 1936-1975            |
| XIX                   | Carlos Oswaldo Rúspoli y Morenés                           | 1975-2016            |
| XX                    | Luis Carlos Rúspoli y Sanchiz                              | 2018-actual titular  |